# West Union (Ohio)
West Union – wieś w USA, w stanie Ohio, w hrabstwie Adams. Według danych z 2000 roku wieś miała 2903 mieszkańców.

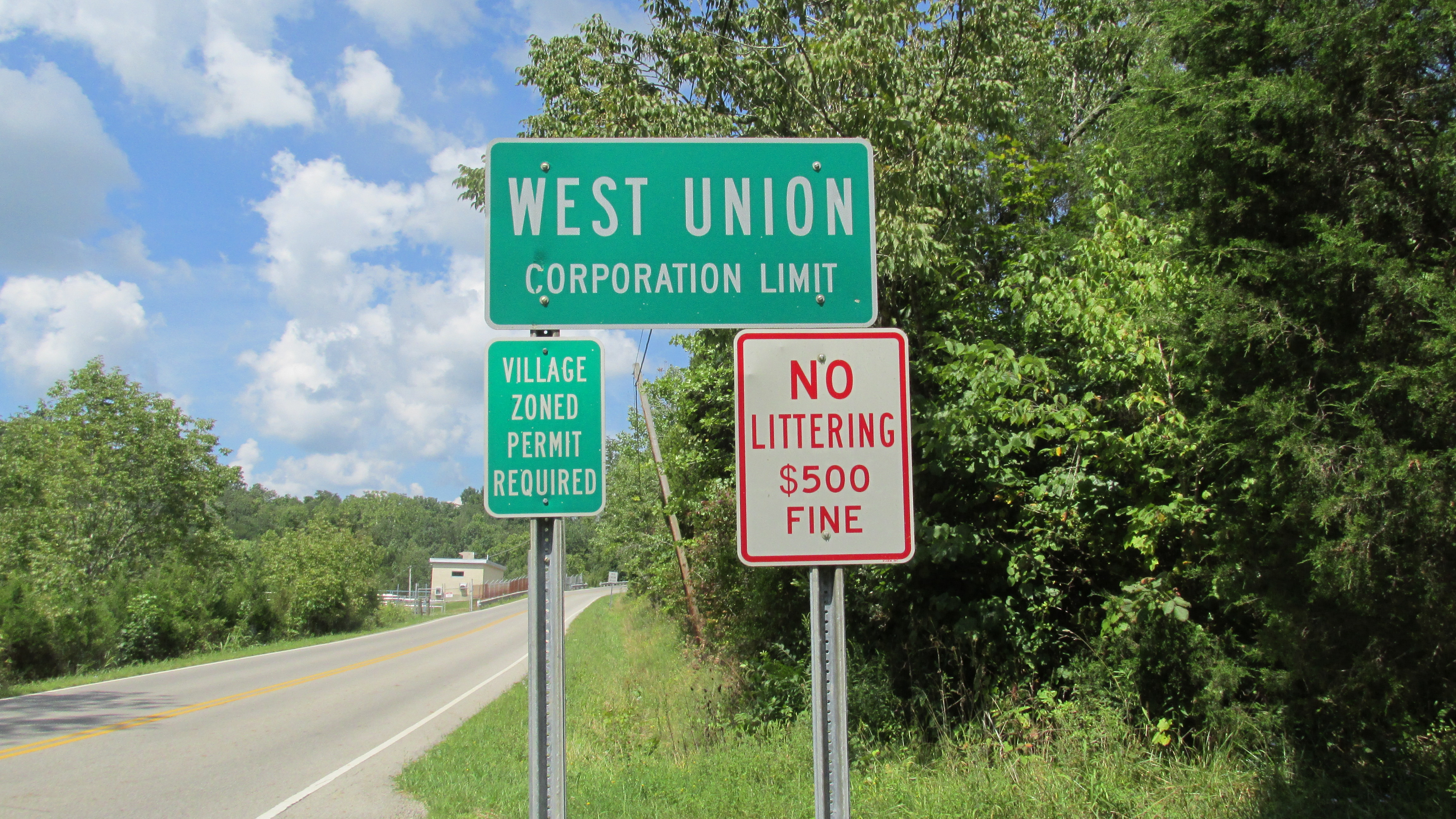
Miejscowe drogowe znaki informacyjne (m.in. grzywna za zaśmiecanie w wys. 500 $ – ok. 1500 zł)
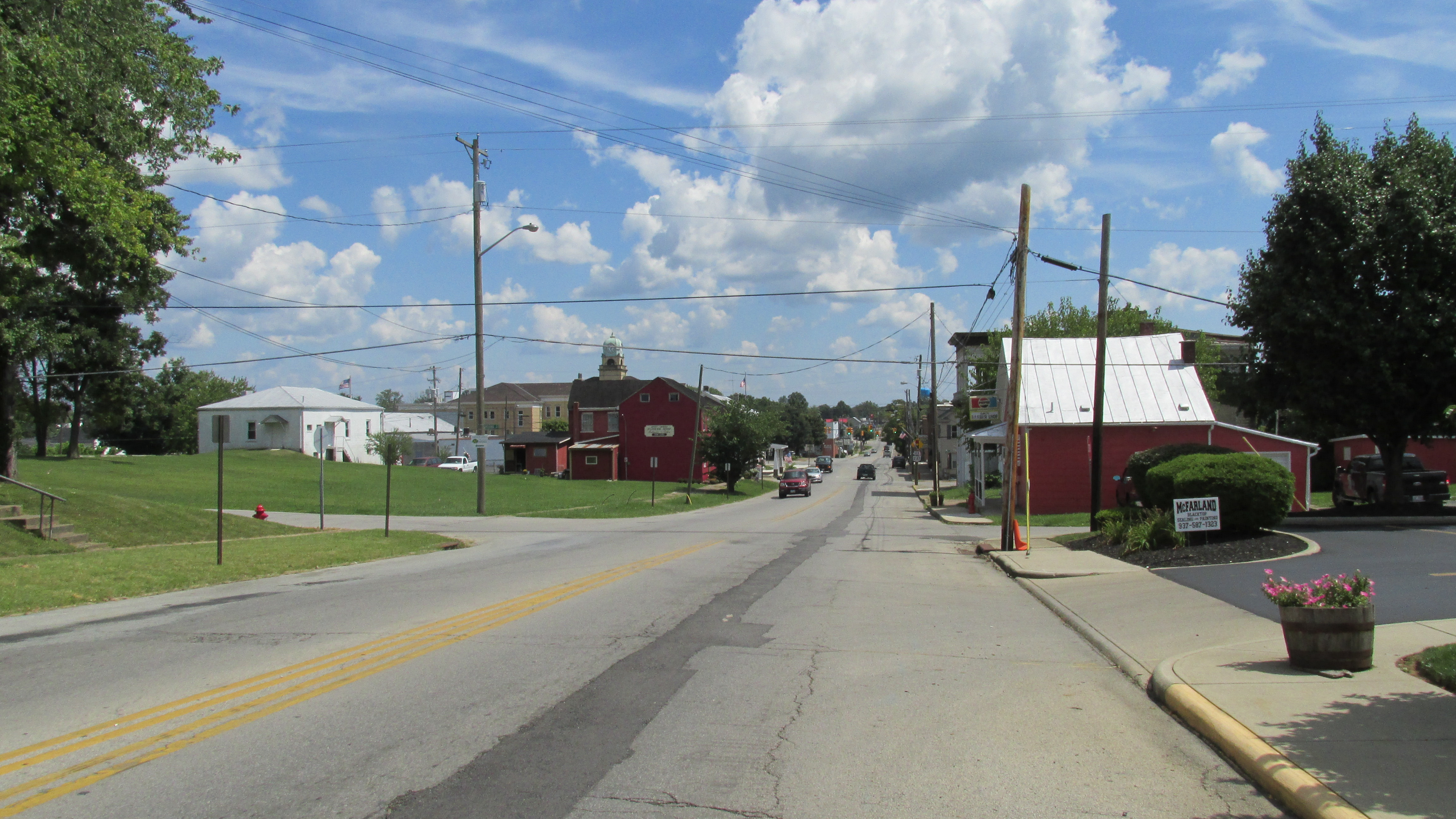
Main Street (część drogi Ohio Highway 125) w West Union
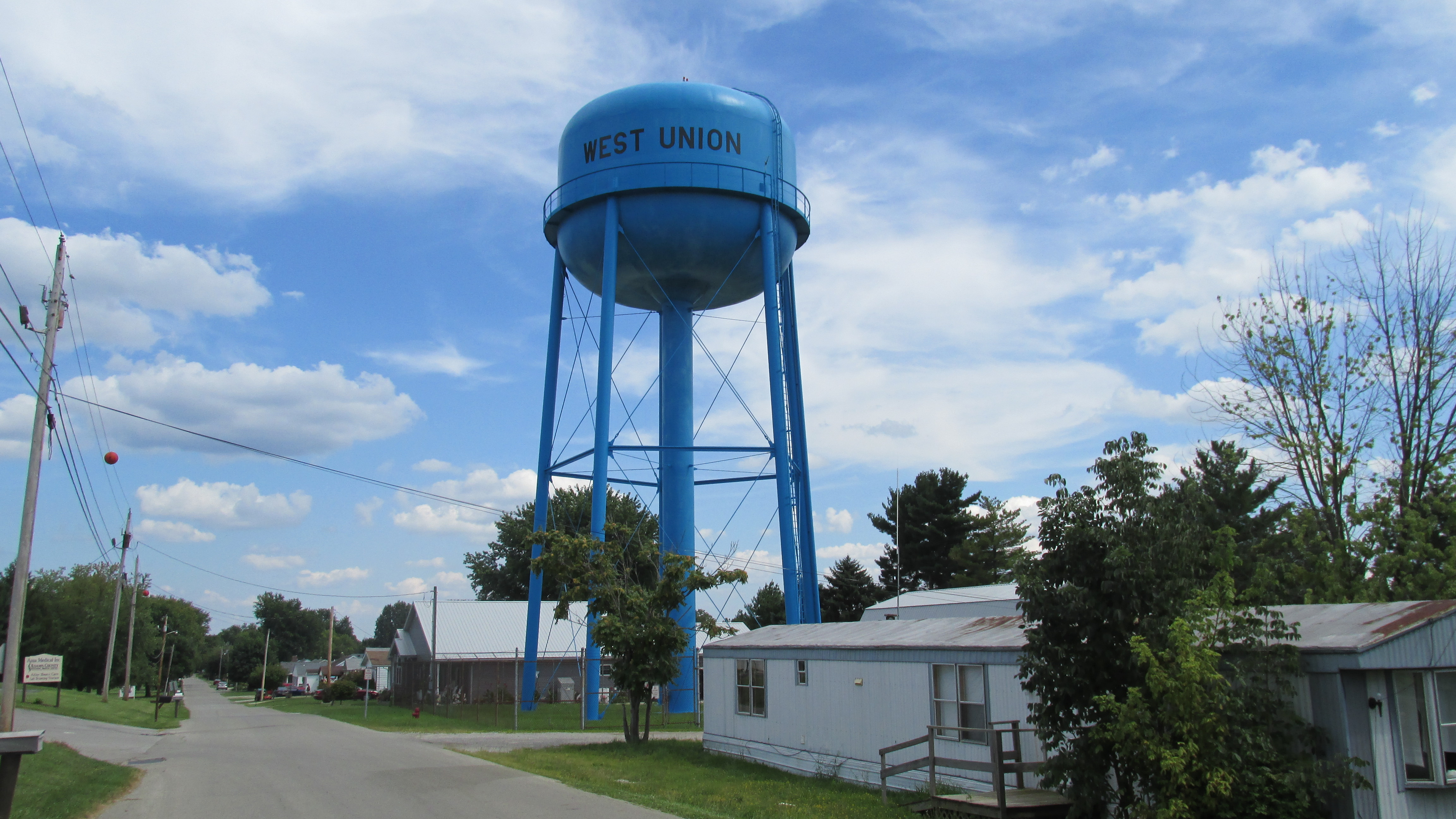
Wieża ciśnień w miejscowości